# Sutures
Pour plus de détails, voir Fiche technique et Distribution.
Sutures est un film américain réalisé par Tammi Sutton en 2009, inédit dans les salles françaises.

## Synopsis
Une bande de jeunes croisent la route d'un chirurgien qui a tendance à opérer des patients bien portants. Ils découvrent qu'il fait partie d'une organisation qui fait du trafic d'organes...

## Fiche technique
- Titre : Sutures
- Réalisation : Tammi Sutton
- Scénario : Brian Moon, Carlos Lauchu et Jacqueline A. Kelly
- Montage : Frederick Wardell
- Musique : Evan Frankfort
- Photographie : Kirk Douglas
- Pays d’origine :  États-Unis
- Langue : Anglais
- Genre : Horreur
- Durée : 83 minutes
- Dates de sortie :
  -  États-Unis : 4 octobre 2009 (Shriekfest Film Festival) ; 20 juillet 2010 (sortie DVD)

## Distribution
- Jason London (VF : Tangi Simon) : Détective Danny Zane
- Andrew Prine (VF : Antoine Tomé) : Dr Hopkins
- Allison Lange (VF : Sabrina Amengual) : Sienna
- C.J. Thomason (VF : Didier Girauldon) : Ben
- Nick Holmes : Jason
- B. J. Britt : Scott
- Azie Tesfai : Kristen
- Kate French : Shannon
- Carlos Lauchu : Alexander Tatum

Source et légende : Version française (VF) selon le carton de doublage